# Zwartborstbergnimf
De zwartborstbergnimf (Oreotrochilus melanogaster) is een vogel uit de familie Trochilidae (Kolibries).

## Verspreiding en leefgebied
Deze soort is endemisch in centraal Peru.